# Alpheus thomasi
Alpheus thomasi är en kräftdjursart som beskrevs av Hendrix och Gore 1973. Alpheus thomasi ingår i släktet Alpheus och familjen Alpheidae. Inga underarter finns listade i Catalogue of Life.